# International Council on Clean Transportation
Das International Council on Clean Transportation (ICCT, deutsch etwa Internationaler Rat für sauberen Verkehr) ist eine gemeinnützige Organisation mit der Aufgabe, von Lobbyisten unbeeinflusste Forschung zu betreiben und technische und wissenschaftliche Analysen für Umweltbehörden zu erstellen.
Das Ziel ist dabei, die Umweltverträglichkeit und Energieeffizienz von Straßen-, See- und Luftverkehr zu verbessern, um die öffentliche Gesundheit zu verbessern und die globale Erwärmung abzumildern. Das ICCT hat seine Hauptniederlassung in Washington. Weitere Niederlassungen hat es in San Francisco und Berlin (dort vertreten als International Council on Clean Transportation Europe gemeinnützige GmbH).
2015 ist Daniel Greenbaum der Vorsitzende des ICCT-Direktoriums und Drew Kodjak das geschäftsführende Direktoriumsmitglied. Europachef und Managing Director in Deutschland ist Peter Mock.

## Geschichte
Die Organisation wurde im Mai 2005 in Delaware gegründet. Ihr Ursprung war ein internationales Treffen von Regulierern und Experten im Jahr 2001 in Bellagio.
Einen größeren Bekanntheitsgrad erlangte sie im September 2015 im Rahmen der Aufdeckung des VW-Abgasskandals. Das ICCT hatte gemeinsam mit der West Virginia University bei Abgasmessungen eines VW Passat Diesel und eines VW Jetta Diesel auf der Straße statt wie üblich im Labor deren Stickoxidausstoß weit über den zulässigen Höchstwerten festgestellt. Seine diesbezüglichen Hinweise an US-Umweltbehörden führten letztlich zur Aufdeckung des Skandals.

## Finanzierung
Als wichtige Finanziers nennt die Organisation die ClimateWorks Foundation, die William and Flora Hewlett Foundation, die Energy Foundation und die David and Lucile Packard Foundation.